# Geschiedenis van de verpleegkunde

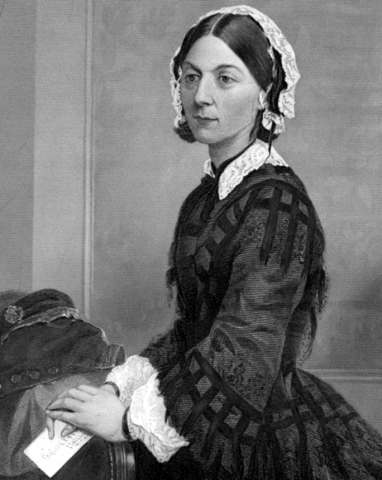
Florence Nightingale maakte rond 1875 van de verpleegkunde een volwaardig beroep

De oorsprong van het verplegen is te vinden bij de oudste cultuurvolkeren. In deze tijd was het verplegen en verzorgen nog een intuïtieve handeling. Waarschijnlijk werden hiervoor nog geen specifieke personen aangewezen. Verplegen werd gedaan door directe naasten zoals familieleden of stamgenoten. Binnen deze eerste vormen van verplegen speelde de medicijnman een sleutelrol. De belangrijkste handelingen waren wrijvingen/massage, wassingen, wondverzorging en het toepassen van kruidenpreparaten.

## 2000 v.Chr.

### Babylonië
Het verbinden van de kleur wit met gezondheidszorg stamt uit het oude Babylonië. Artsen moesten witte kleding dragen. De eerste medische voorschriften ten aanzien van bepaalde handelingen (massage, diëten, aderlaten) verschenen. Er bestaat een toenemend begrip voor hygiëne en infectiepreventie. Bijvoorbeeld het besef dat insecten ziektes kunnen overdragen.

### Egypte
Toenemend gebruik van geneesmiddelen waarvan de werking op grond van ervaring bekend was. Eerste onderzoeksmethoden verschenen: bijvoorbeeld een zwangerschapstest door het overgieten van graankorrels met urine. Met ontkiemende korrels werd een zwangerschap aangetoond. Grote belangstelling voor persoonlijke hygiëne. Eerste verpleegtechnische handelingen: klysma's werden gegeven door middel van een runderhoorn waarvan de punt was afgezaagd.

### Israël
De wetten van Mozes worden gezien als een belangrijke oorsprong van de gezondheidsleer. Zo waren er isolatievoorschriften ten aanzien van besmettelijke ziekten. De eerste vormen van dieetleer werden bekend, zoals het niet eten van schelpdieren ter voorkoming van ingewandsziekten.

## 500 v.Chr.: India
In India stond de gezondheidszorg en de verpleging hoog aangeschreven. De eerste vormen van ziektepreventie ontstaat. Belangrijke ontwikkeling is het ontstaan van gasthuizen in de dorpen, waarin zieke reizigers en dieren werden opgenomen en behandeld. Hier waren verplegers werkzaam waaraan eisen werden gesteld ten aanzien van hun vaardigheden. Zij moesten patiënten kunnen wassen en masseren, helpen bij het lopen en pijn bestrijden.

## Griekenland en Rome
In het oude Griekenland waren gezondheidszorg en religie nauw met elkaar verweven. De eerste echte ziekenhuizen waren in feite tempels (tempelziekenhuizen, Abaton) waarin de goden Asklepios (god van de geneeskunde; bekend van de esculaap) en Hygieia (godin van de gezondheid) werden vereerd. Het in die tijd bekendste tempelziekenhuis lag in Epidaurus. Patiënten lagen in ruime open zuilengalerijen. Ongeneeslijk zieken, kraamvrouwen en stervenden werden hier niet verpleegd vanuit de gedachte dat deze de tempel onrein zouden maken. Medici, verplegend personeel en patiënten waren verplicht witte kleding te dragen uit respect voor de hygiëne. Verpleegkundige handelingen: massage, geneeskrachtige baden en diëten. In deze ziekenhuizen werkten overigens alleen mannen. Vrouwen verpleegden thuis eigen familieleden. Naast deze tempelziekenhuizen bestonden er badhuizen en gemeentelijke en particuliere poliklinieken.
Hippocrates (460-377 voor Christus) was de grootste geneesheer (vader der Geneeskunde). Bekend van de "Eed van Hippocrates". Hippocrates ging uit van het idee dat ziekten worden veroorzaakt door ongehoorzaamheid aan de natuurwetten. Ook voor de verpleegkunde historisch gezien een belangrijk persoon. Hippocrates gaf in zijn boeken uitgebreide instructies voor de verzorging van zieken:
- Instructies voor het aanleggen van verbanden, bijvoorbeeld het hoofdverband ("Muts van Hippocrates"). Een verband moet snel worden aangelegd en zonder pijn te veroorzaken.
- Wondverzorging: uitwassen met gekookt water of regenwater.
- Voorkom onnodig bloot liggen van een patiënt tijdens onderzoek of behandeling.
- Instructies ten aanzien van observeren en het deskundig uitvoeren van handelingen.
- Dieetleer.

De Romeinen importeerden met het veroveren van Griekse gebieden de geneeskunst. De Griekse god Asklepios heette bij de Romeinen Aesculapius. Griekse slaven met kennis van de geneeskunst verzorgde als "huis"-arts hun meester. De Romeinse steden stonden bekend om de voorzieningen voor de gezondheidszorg, zoals de badhuizen, het rioleringstelsel en de watervoorziening door middel van aquaducten. Speciaal aandacht bestond er voor de verzorging van (gewonde) soldaten. Speciaal voor dit doel reisden medici en verplegers (capsarii) mee met de legioenen. Daarnaast had elke legerplaats (castrum) een eigen militair hospitaal (valetudinarium). In Nederland was het hospitaal op de Hunnerberg bij Nijmegen bekend. Het bood onderdak aan zieken, gewonden en herstellenden (reconvalescenten). Men was vertrouwd met het gebruik van verschillende verbandmaterialen en operatietechnieken zoals aderlaten, oogoperaties en het verwijderen van blaasstenen.
Voor de verzorging van gladiatoren waren speciale sportartsen aangesteld. De bekendste was de Griek Galenus (130-200 na Christus). Als hoofdarts van de gladiatoren en persoonlijke lijfarts van keizer Aurelius beschreef hij belangrijke geneeskundige uitgangspunten zoals de kenmerken van een ontsteking, de functies van lichaamsdelen en organen en de invloed van koude, hitte, droogte en vochtigheid op ziekten.

## Vroegchristelijke periode
Vanaf de vroegchristelijke periode kreeg de vrouw bepaalde functies in het openbare leven. Tot die tijd had zij uitsluitend directe naasten verzorgd. Verpleging stond in deze periode in het teken van naastenliefde, het verzachten van lijden door liefdevolle verzorging. De zorg voor zieken was een van de zeven werken van barmhartigheid en kwam in de Bijbel onder meer ter sprake in Gelijkenis van de barmhartige Samaritaan.
De diaconessen waren de eerste wijkverpleegkundigen. In opdracht van de kerkgemeente bezochten zij zieken thuis om te zorgen, te bidden en Bijbelles te geven. Bekende diaconessen zijn Phebe (Grieks Φοίβη) (60 na Christus) en Olympia (400 na Christus). De laatste stichtte samen met bisschop Chrysostomus in Constantinopel de gemeente van diaconessen. Hierna verspreiding van deze gemeente in Syrië, Italië, Spanje, Frankrijk en Ierland. Het ambt van diaconessen stond onder druk na de synode van Orléans in 549. Het "veldwerk" van de diaconessen werd verboden om te zorgen dat mensen naar de kerk kwamen.
De eerste bisschoppen gaven binnen hun verblijf onderdak aan hulpbehoeftigen. Later, bij toenemende behoeften, werden speciale gasthuizen gebouwd. Van belang is tevens het concilie van Nicea waarin bepaald werd dat iedere stad een plek kreeg voor zieken en armen. Zij deden dit naar het voorbeeld van het gasthuis van bisschop Basilius in Caesarea (370 na Christus): uit vrees voor besmetting werd buiten de stad een hospitaalstad opgericht. Een centraal gelegen kerk werd hierbij omringd door huizen, speciaal ingericht voor verpleging van zieken (chronisch zieken, lepralijders), vreemdelingen en armen. Personeel (artsen, verplegers) waren binnen deze stad werkzaam. De zorg was in hoge mate georganiseerd.
Karel de Grote bepaalde dat iedere bisschop bij zijn kathedraal een gasthuis moest hebben voor armen, zieken en vreemdelingen.

## Middeleeuwen 500-1100
In de vroege middeleeuwen waren vooral de kloosters de centra voor gezondheidszorg. Twee orden zijn hierbij van belang: de augustijnen en benedictijnen. De laatste orde bouwde direct buiten de kloostermuren een hospitium. Veel voorkomende verpleegkundige handelingen uit die tijd:
- lichamelijke verzorging, wassen
- wonden verbinden
- medicijnen (kruiden) toedienen
- aderlaten
- geven van klysma's
- hygiëne en infectiepreventie bijvoorbeeld het verbranden van beddengoed bij besmettelijke ziekten

De ideeën van Hippocrates werden overschaduwd door bijgeloof. Zo was men ervan overtuigd dat sommigen de macht hadden iemand op afstand ziek te maken (Boze oog). Hiermee hangt samen het verbod voor kloosterlingen om te snijden in het menselijk lichaam, waardoor de ontwikkeling van de medische wetenschap geen kans kreeg. Men kende de anatomie van het menselijk lichaam alleen van de boeken.
De zorg binnen deze kloostergasthuizen is van grote invloed geweest op de ontwikkeling van de verpleegkunde. Nog steeds wordt een verpleegkundige soms 'broeder' of 'zuster' genoemd. Daarnaast bleek toen al dat voor het geven van goede zorg vier voorwaarden gesteld kunnen worden:
- Voldoende toegewijd personeel
- Goede scholing van zorgverleners
- Goede organisatie en werkverdeling
- Goede beschikbaarheid materiële zaken

Deze voorwaarden blijken tot op de dag van vandaag actueel.
Belangrijke personen: Hildegard van Bingen (1150 na Christus) en Radegundis (518-587).

## Middeleeuwen 1100-1500
Na 1000 na Christus ontstonden de eerste verplegersorden voor leken (niet-geestelijken). Tijdens deze periode speelden lepra en de pest een rol bij de ontwikkeling van de gezondheidszorg. Ridderlijke verplegersorden ontstonden tijdens de kruistochten. Burgerlijke verplegersorden ontstonden door de toenemende macht van de burgerij in de steden. De eerste grotere ziekenhuizen (Hôtel-Dieu) worden in Europa gebouwd. Tijdens het concilie van Tours (1162) werd het motto Ecclesia abhorret a sanguine (de Kerk is afkerig van bloed) vastgesteld. Hierbij werd bepaald dat geestelijken geen medische handelingen meer mochten verrichten. Het verbod kwam er als gevolg van de vele misbruiken: monniken weigerden bijvoorbeeld medische zorg tot het testament (in het voordeel van het klooster) getekend was. Hierdoor verschoof de ontwikkeling van de medische wetenschap van kloostergasthuis naar de gasthuizen in de stad.
Bekende ridderlijke verplegersorden zijn:
- De orde van St. Jan (Maltezer Orde), waarvan vooral het hospitaal op Malta (gebouwd ca. 1575 te Valletta) bekend is geworden. De organisatie was voor die dagen bijzonder vooruitstrevend. Zo werden broeders (er werkten geen vrouwen) opgeleid, onder meer aan de hand van anatomielessen en de bespreking van ziektegevallen. Patiënten werden uitzonderlijk goed verzorgd in eenpersoonsbedden, waarvan het beddengoed dagelijks werd verschoond. Voor bepaalde ziekten waren speciale zalen ingericht. Eind 18e eeuw raakte het in verval. In Nederland en België zijn diverse gasthuizen opgericht door de orde. Bekend zijn het St. Catharijne-Gasthuis in Utrecht (ca. 1122; later geworden het Academisch Ziekenhuis Utrecht, nu UMC Utrecht) en het St Jansgasthuis in Brugge.
- De Duitse Orde, waarvan de huidige Nederlandse afdeling als liefdadigheidsinstelling nog steeds betrokken is bij de Nederlandse gezondheidszorg.
- De orde van Sint Lazarus die vooral begaan was met het lot van melaatsen en lepralijders.

Bekende burgerlijke verplegersorden zijn:
- de Heilige Geest Broederschap had in de 13e eeuw in vrijwel elke stad een Heilige-Geest-gasthuis. Beroemd geworden is het hospitaal Ospedale di Santo Spirito in Sassia te Rome.[1]
- de Orde van de begijnen was een wereldlijke orde die zieken thuis bezocht en verpleegde.
- de Orde van cellebroeders- en zusters (Alexianen).
- de Hospitaalbroeders van Sint-Johannes de Deo.

Belangrijke personen zijn Franciscus van Assisi (1182-1226), Elisabeth van Thüringen (1207-1231).

## Opkomst renaissance 1500-1600
Een aantal zaken hebben de verpleging in Nederland en België tijdens de opkomst van de renaissance beïnvloed: het humanisme, de boekdrukkunst en de kerkhervorming. De medische wetenschap kwam tot ontwikkeling.
Het humanisme ging uit van een ander mensbeeld: de mens als individu. Hierdoor kreeg men meer oog voor de verschillende patiëntencategorieën. Dit betekende een verschuiving van algemene naar meer gedifferentieerde zorg. Dit blijkt bijvoorbeeld uit de indeling van gasthuizen. Daarnaast ontstonden er verschillende gasthuizen voor pestlijders en geesteszieken.
De boekdrukkunst zorgde ervoor dat (medische) wetenschap verspreid kon worden. Hierdoor werden de werken van Andreas Vesalius (anatomie) en William Harvey (fysiologie) bekend. Amboise Paré verbeterde de wondbehandeling en ontdekte een methode om bloedvaten af te binden (in plaats van dichtschroeien wat in die tijd gebruikelijk was). Ook introduceerde hij in de verloskunde het begrip 'Kering op de voet' voor het draaien van ongeboren kinderen bij een afwijkende ligging.
De kerkhervormingen zorgden ervoor dat veel verplegersorden werden opgeheven. Veel (klooster)gasthuizen werden opgeheven of overgenomen door de burgerij. Er bestonden verschillende opvattingen over de vraag wie verantwoordelijk is voor de zorg:
- Katholicisme en calvinisme: de kerk is verantwoordelijk.
- Protestantisme onder leiding van Luther: de (christelijke) overheid is verantwoordelijk.

Belangrijke personen: Vincent de Paul (1581-1660) en diens medewerkster Louise Legras-de Marillac (1591-1660). Behalve het oprichten van verschillende tehuizen slaagden zij erin een gedegen opleiding te organiseren voor vrouwen (1633). Na een voorselectie op basis van algemene ontwikkeling en bepaalde persoonlijkheidskenmerken (eerlijkheid, goed kunnen samenwerken) volgden twee maanden vooropleiding, en daarna acht maanden theorie en vijf jaar praktijk.
Daarnaast ging Europa gebukt onder vele oorlogen. Gevolg was een toename van de zorgvraag en overvolle gasthuizen. De kwaliteit van de zorg in deze gasthuizen ging achteruit. De verpleging was in handen van zaalknechten, zaalmeiden en vroedvrouwen. Het verpleegkundig handelen was voornamelijk gericht op verzorgen:
- Opmaken van bedden
- Uitdelen van eten
- Helpen van de chirurgijn bij bijvoorbeeld aderlaten
- Gebruik van zalven en pleisters (soms door een pleisterknecht)
- Het geven van klysma's: bij mannen door een apothekersknecht, bij vrouwen door de vroedvrouw

## De donkere tijd 1700-1800
De tijd van het rationalisme. De zorg vond bij welgestelde zieke mensen thuis plaats. Zelfs operaties werden thuis gedaan. De zorg in de gasthuizen was zeer beperkt. Alleen de armste zieken gingen naar het gasthuis. De sterfte daar was een op vier. De volgende zaken speelden hierbij een rol:
- Financiering: de maatschappij had weinig over voor zieken en hulpbehoeftigen.
- Algemeen gebrek aan persoonlijke hygiëne door gebrek aan kennis en een gemis aan schoon water.
- Personeel: de algemene opvatting was dat je als fatsoenlijke vrouw of man niet behoorde te werken in een gasthuis.
- Opkomst van het taboe op naaktheid en al het lichamelijke (preutsheid).

## Medische ontdekkingen 1800-1950
In de negentiende eeuw werden belangrijke ontdekkingen gedaan in de medische wetenschap. Dit had ook grote invloed op het verpleegkundig handelen. Vanaf de tweede helft van de achttiende eeuw werd het bijvoorbeeld gebruikelijk de lichaamstemperatuur bij patiënten te meten. Deze werd geschat door de hand te leggen op de borst of de ontstoken plek. Een Duitse arts begon op een systematische wijze de lichaamstemperatuur te meten met behulp van een thermometer, die intussen een stuk handzamer was geworden (de oorspronkelijke thermometer van Boerhaave (1668-1738) was vijftig centimeter groot).
Door de medische ontdekkingen worden steeds meer zieke mensen "geselecteerd" om opgenomen te worden in de toch al overvolle gasthuizen. Een voorbeeld van het laatste is te vinden in de psychiatrie. In de loop van de negentiende eeuw ontstaat het besef dat geesteszieken een specifieke medische verzorging nodig hebben. Hiermee ontstond een verschuiving van deze patiënten van dolhuis naar krankzinnigengesticht. Het aantal opnames steeg enorm. Patiënten werden verpleegd door ongeschoold personeel op basis van intuïtie.
De rol van de verpleging (toen ziekenzuster - ziekenbroeder, later verpleegster - verpleger, thans verpleegkundige) veranderde aan het eind van de 19e eeuw. Hygiënisch handelen waarbij de verpleegkundige zorg de medische behandeling aanvulde. Omdat de voorwaarden hiervoor thuis ontbraken verplaatste de zorg zich - ook voor de welgestelden - naar de daarvoor bestemde instellingen. Een belangrijke impuls voor de ontwikkeling van de ziekenhuizen.
De belangstelling voor de verpleging groeide door de opbloei van het geestelijke leven. Het was de tijd van de Réveil als een reactie op het rationalisme van de vorige eeuw. Net als in de middeleeuwen werd de zorg voor zieken als een van de werken van barmhartigheid gezien. Belangrijke personen waren Theodor Fliedner (1800-1846) en zijn vrouw, Frederika Fliedner.
Vrouwen kregen geleidelijk aan toegang tot opleidingen en universiteiten. Florence Nightingale (1820-1910) zorgde voor de erkenning van het verplegen als volwaardig beroep voor beschaafde vrouwen. Henri Dunant (1828-1910) richtte, mede geïnspireerd door het werk van Florence Nightingale, in 1864 het Rode Kruis op. In 1875 werd in Nederland het Groene Kruis opgericht dat zich bezig ging houden met wijkverpleging en thuiszorg.
De eerste opleidingen voor verpleegsters werden opgericht. Op 15 september 1890 verscheen het eerste vakblad in Nederland. Dit vakblad bestaat nog steeds: TvZ (Tijdschrift voor Ziekenverpleging).
Tussen 1880 en 1900 kwam de verpleegkunde in Nederland sterk op. Drie vrouwen speelden hierbij een grote rol: Anna Reynvaan, Jeltje de Bosch Kemper en Frederike Meyboom. Na 1900 groeide de verpleegkunde vooral door de opkomst van de ziekenhuizen (en daarmee de grote vraag naar verpleegkundigen). Het aantal mannen in de zorg was beperkt tot de "verplegers" werkzaam in de psychiatrie en de ambulancedienst van het Rode kruis (Zustercorpsen). De waardering van deze mannen vanuit de maatschappij was slecht. Dit in tegenstelling tot de vrouwen die gewaardeerd werden om het volgen van hun "roeping".
Mede onder invloed van Florence Nightingale werd Hippocrates herontdekt. In haar boek Notes on Nursing (1859) noemt ze zes punten ('Sex res non naturales': zes niet natuurlijke zaken) waarop men voor een goede gezondheid moet letten:
- Licht en lucht
- Eten en drinken
- Slapen en waken
- Beweging en rust
- Afscheiding en uitscheiding
- Gemoedsbewegingen

In Nederland werd dit vertaald in de slogan: 'Rust, Reinheid en Regelmaat'.

## Moderne tijd 1950-heden
In 1948 wordt de World Health Organization door de Verenigde Naties opgericht. Met als doel wereldwijd de aspecten van gezondheidszorg in kaart brengen en coördineren ter bevordering van de gezondheid van de wereldbevolking.
In de jaren 1950 verdween de idee van roeping als eerste inspiratiebron om in de zorg te gaan werken. De verpleegkunde werd functioneel, met meer aandacht voor verpleegtechniek. De afstand tot de patiënt werd vergroot. Mentaal, maar ook fysiek: de eerste verpleegposten - afgezonderd van de patiënten - waarin de verpleegkundige kon rapporteren verschenen in de ziekenhuizen. Verpleegkundigen werden getypeerd als hardwerkend, doortastend, bekwaam, ordelijk en afstandelijk. Het aantal mannen in de verpleging groeide onder andere doordat die zich aangetrokken voelden tot de technische kant van verplegen.
Vanaf 1966 werd het begrip verpleegster vervangen door verpleegkundige. De professionalisering van de verpleegkundige steeds meer gestalte in de jaren 1960. Als vooropleiding voor de verpleegkundige opleiding werd mulo-niveau een vereiste. Eind jaren 1960 kwamen er ook opleidingen voor leidinggevende verpleegkundigen, de zogenoemde de kaderopleidingen. Die in Nijmegen, waarvan de religieuze zr. Matthée (Maria Wilhelmina Killian) de stuwende figuur was, werd als eerste erkend als verpleegkundige hbo-opleiding.
In de jaren 1970 volgde hierop een reactie. Maatschappelijke ontwikkelingen en de opkomst van de sociale- en menswetenschappen leidden ertoe dat in de zorg meer aandacht kwam voor de psychosociale kant van de zorg. Daarnaast kwam er toenemende aandacht voor theorieontwikkeling en professionalisering van de verpleegkundige beroepsgroep. De patiënt werd steeds meer beschouwd vanuit een holistische visie. Uiteindelijk leidde dit in de jaren 1980 tot de opkomst van het methodisch verplegen, onder andere naar de ideeën van Mieke Grypdonck, en patiëntgericht verplegen verplegen.

### Nederland
In 1972 gingen in Nederland de eerste middelbare en hogere beroepsopleidingen (hbo-V) van start. De Wet tot bescherming van het diploma van verpleegkundige (1977) werd van kracht waarmee de verschillende aantekeningen (zoals wijkverpleegkundige en IC-verpleegkundige) werd geregeld.
De jaren tachtig waren de jaren van de bezuinigingen. Door de toenemende werkdruk die hierdoor ontstond zagen verpleegkundigen hun idealen botsen met wat mogelijk was. De totale mensbenadering bleek niet mogelijk. Het patiëntgericht verplegen stond onder druk.
Hieruit ontstond een protestbeweging De Witte Woede in 1989 om aandacht te vragen voor de salarisachterstand, hoge werkdruk en het gebrek aan erkenning. Dit had in de jaren negentig drie gevolgen:
- In 1991 werd een nieuwe vakbond opgericht NU'91.
- De regering reageerde met het instellen van de commissie-Werner. In 1991 bracht deze commissie het rapport In hoger beroep uit, met daarin aanbevelingen ter verbetering van de positie, arbeidsomstandigheden en opleidingen van verpleegkundigen en verzorgenden. Hieruit ontstonden de volgende initiatieven:
  - In 1993 werd het Landelijk Centrum Verpleging en Verzorging (LCVV) opgericht met als doel de belangen van verpleegkundigen en verzorgenden te verbeteren.
  - In 1994 werd de Commissie Verzorging geïnstalleerd om de problemen bij verzorgenden en helpenden te onderzoeken.
  - Er ontstond een nieuwe Kwalificatiestructuur en een samenhangend opleidingstelsel voor de diverse niveaus in de zorg. Deze nieuwe opleidingen startte in 1997. De oude inservice opleiding werd opgeheven en alleen door middel van een beroepsopleiding op mbo- of hbo-niveau kon je nog verpleegkundige worden.
- In 1996 richtten ruim vijftig verenigingen de koepelorganisatie AVVV op. Die werd de spreekbuis en aanspreekpunt namens de talrijke vakverenigingen die lid waren. In al die jaren hebben verpleegkundigen en verzorgenden zich namelijk op allerlei manieren verenigd, vaak rond hun specialisme. Zo is er bijvoorbeeld een vereniging voor kinderverpleegkunde, dermatologie en reumatologie. In 2006 fuseren een groot aantal van deze vakverenigingen tot de beroepsvereniging V&VN.

In 1993 werd de Wet op de beroepen in de individuele gezondheidszorg (BIG-wet) van kracht. Verpleegkundige werd vanaf deze tijd een bij wet beschermde titel. Elke verpleegkundige is vanaf deze tijd opgenomen in het BIG-register. Ook gingen verpleegkundigen vallen onder het tuchtrecht (1997). Een andere voor verpleegkundigen belangrijke wet kwam er in 1995: de Wet op de geneeskundige behandelingsovereenkomst (WGBO).
Verpleegkundigen probeerden in de jaren tachtig ook in toenemende mate zeggenschap te krijgen in het zorgbeleid van een instelling. De eerste Verpleegkundige Adviesraden (VAR) werden opgericht. Vanaf 1999 nam de ontwikkeling van de VAR toe als de Inspectie voor de volksgezondheid en de Commissie Health Care Governance onafhankelijk van elkaar het oprichten van en samenwerking met een VAR binnen een gezondheidsinstelling adviseren.
Vanaf 2000 nam de invloed van de wetenschap toe. De volgende voorbeelden laten dit zien:
- De opkomst van de Nurse Practitioner.
- De oprichting van het Landelijk Expertisecentrum Verpleging & Verzorging (LEVV) (in 2011 met Sting en V&VN gefuseerd tot V&VN).
- De invloed van Evidence Based Practice.
- Opleiding Verplegingswetenschappen.